# Diapetimorpha macula
Diapetimorpha macula là một loài tò vò trong họ Ichneumonidae.